# Битва при Каррах
Би́тва при Ка́ррах — одно из величайших поражений в истории Древнего Рима, понесённое 40-тысячным корпусом во главе с триумвиром Крассом от парфян под начальством Сурены в окрестностях древнего города Карры. Битва произошла в июне 53 года до н.э. и закончилась гибелью Красса и его армии.

## Предыстория
Летом 54 года до н. э. римские войска, перейдя Евфрат, вторглись в Парфию, воспользовавшись междоусобной войной двух братьев (Орода и Митридата) за престол. С наступлением осени Красс отступил на зимовку в Сирию. Попытка мирных переговоров между Ородом и Крассом не увенчалась успехом. Красса не поддержал царь Великой Армении Артавазд. Войско Красса пополнилось отрядом галльских всадников. Ород вынужден был разделить свою армию и частично направить её против Армении. В апреле 53 года до н. э. боевые действия возобновились. Красс перешёл Евфрат в районе Зевгмы (Биреджик).

## Силы сторон
- Римлян — 7 легионов, 4 тысячи конницы и 4 тысячи лёгкой пехоты. Общая численность римского войска оценивается в 40 тыс. человек[4]. Соизмеримое войско было у Александра Македонского, с помощью которого тот сумел разгромить Персидское царство.
- Парфян — 10 тысяч конных лучников и 1 тысяча катафрактов из личной царской дружины.

## Ход сражения
9 июня авангард продвигавшегося на восток римского войска был атакован парфянской конницей. Римляне перестроились в каре и двинулись дальше. Парфянская конница с юго-востока обрушилась на правый фланг римлян, которым руководил сын Красса, Публий. Не подходя на дистанцию ближнего боя, в котором римляне были сильнее всего, парфянские всадники начали массированный обстрел плотного римского строя из луков. Красс попытался отогнать парфян силами лёгкой пехоты, но их атака была легко отбита градом парфянских стрел: всадники отступали, продолжая пускать стрелы, так что лёгкой пехоте ничего не оставалось, как отступить, поскольку догнать всадников пехотинцы не могли.

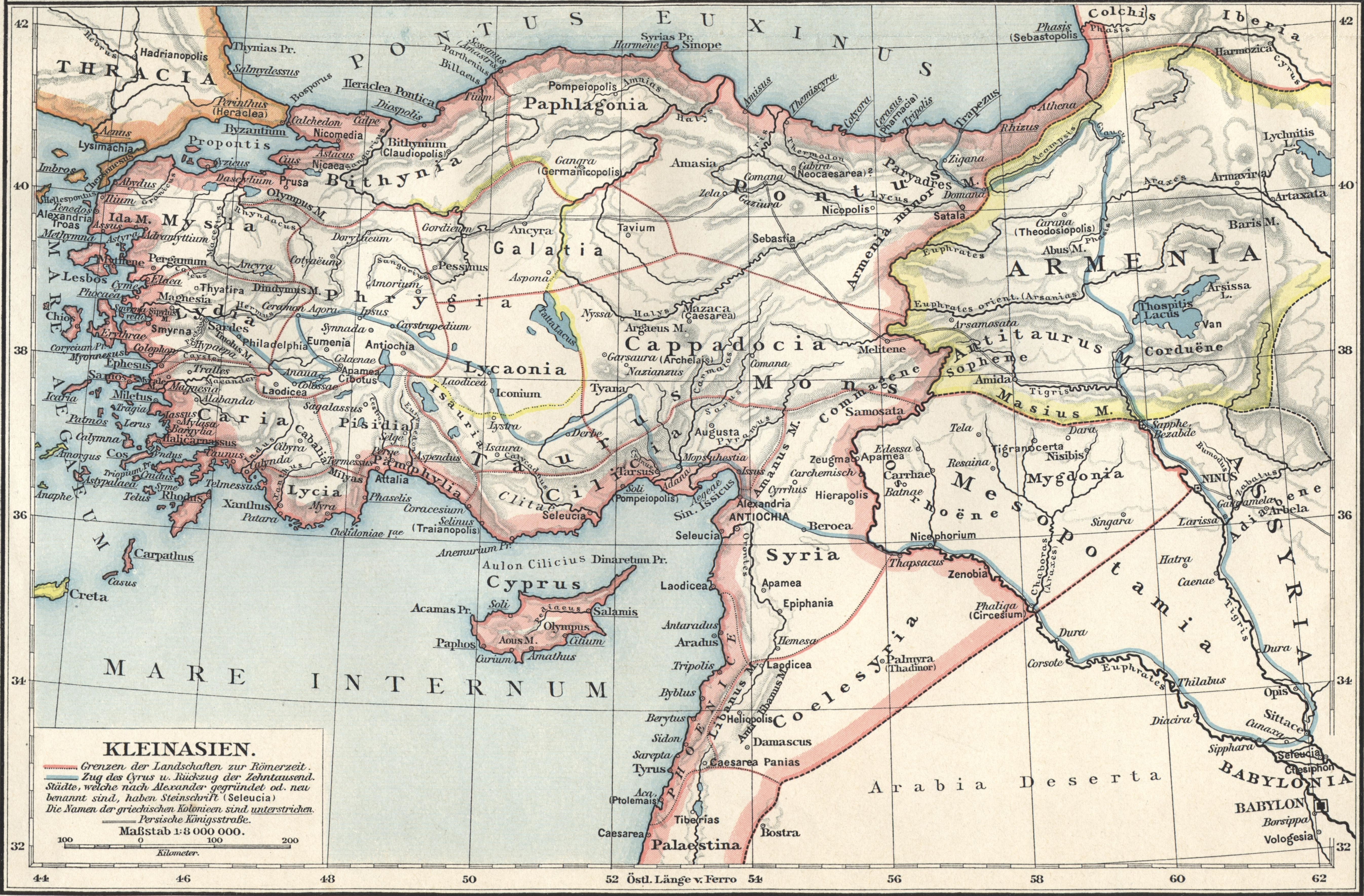
Карта античного Ближнего Востока с изображением города Карры (Carrhae) на северо-западе Месопотамии

Тогда римляне, чтобы отогнать конных лучников, предприняли попытку контратаки силами выделенного для этого отряда тяжёлой пехоты и лёгкой конницы во главе с сыном Красса Публием. Однако этот отряд был отрезан парфянской конницей от основного войска, а попытка галльской конницы отогнать парфян не удалась, так как лёгкая конница не могла сражаться на равных с тяжёлой конницей. Засыпанный градом стрел, а затем ослабленный обстрелом конных лучников передовой римский отряд был полностью уничтожен атаками тяжёлой конницы. Парфяне отрезали голову Публия, насадили на копьё и показали основному римскому войску, издевательски спрашивая их, чей же сын был этот герой, ведь невозможно, чтобы этот доблестный воин был сыном Красса, трусливейшего из людей? 
Затем парфяне вернулись и атаковали основные силы римлян, снова начав засыпать их стрелами, при обстреле применяя стрелы с бронебойными наконечниками (пробивавшими щиты римлян), применявшиеся ираноязычными кочевниками Центральной Азии против катафрактов. На ночь парфяне отступили. Красс, потеряв ударную часть своей армии (5 тысяч всадников Публия), решил отступить к Каррам, бросив в лагере 4 тысячи раненых легионеров, которые были перебиты парфянами на следующее утро. Отступление римлян было неорганизованным. 4 когорты легата Варгунтея сбились с пути и были истреблены парфянами.
10 июня римляне вошли в Карры, где их настигло войско Сурены. Парфяне потребовали выдачи Красса, обещая взамен остальным свободное отступление. Красс решил бежать в Армению, но был предан своим проводником греком Андромахом и погиб. Голова Красса была отправлена царю Ороду II.
Тем не менее, парфянские катафракты не сыграли при Каррах значительной роли: в 52 и 38 годах до н. э. была также выявлена слабость парфянской тяжёлой конницы в ближнем бою против римской тяжёлой пехоты. Но в поражении римлян сыграл роль также климатический фактор — армию Красса составляли в основном италики, а летом жара в Междуречье достигала 38 градусов по Цельсию. На марше с грузом более 50 кг при нехватке воды воины быстро утомились. Вместе с тем наиболее значимым фактором в поражении римлян была мания величия Красса, его жажда к самоутверждению как не уступающему в полководческом таланте ни Помпею, ни Цезарю военачальнике. Отсутствие чёткого стратегического мышления, недооценка парфян, которых римляне считали слабыми варварами, а также особенностей местности привели к катастрофическим для римского войска последствиям. Парфянское войско во главе с Суреной показало пример продуманной военной тактики, позволившей разгромить сильного противника. Это поражение стало причиной для поиска Римом временного перемирия с Парфией и прекращения агрессивной экспансии на Восток. Лишь через несколько десятилетий орлы легионов Красса были переданы Риму.

## Потери
Из 43 тысяч принимавших участие в битве римлян половина погибла (20 тыс.), четверть бежала (12 тыс.) и ещё четверть попала в плен и была переселена в Маргиану. Согласно одной из легенд, самого Красса парфяне казнили жестокой казнью, влив в горло расплавленное золото. Такая казнь была глубоко символичной, так как Красс на Востоке был широко известен своими вымогательствами и ненасытной жаждой наживы.
В 19 году до н. э. Август сумел дипломатическим путём вернуть потерянные в битве орлы разбитых легионов.

## Последствия

### Последствия для Рима
Прекращение экспансии на Восток.

### Последствия для других стран
После поражения римлян в битве в 53 до н. э. Артавазд, царь Великой Армении, в начале Парфянского похода предлагавший Риму свою помощь, воспользовавшись ослаблением Рима, расширил пределы своего Царства на западе, вновь присоединяя Софену (Цопк) и Малую Армению.

## Значение
При Харране, где было уничтожено римское войско с Крассом во главе, восточный мир спас свою самобытность, как западный мир при Саламине.
Винклер, Гуго. Вавилонская культура в её отношении к культурному развитию человечества. 39